# Tit Manli Torquat (cònsol 165 aC)
Tit Manli Torquat (en llatí Titus Manlius A. F. T. N. Torquatus Atticus) va ser un magistrat romà. Era fill d'Aule Manli Torquat i formava part de la gens Mànlia, de la branca familiar dels Manli Torquat.
Va ser elegit cònsol l'any 165 aC junt amb Gneu Octavi.
Havia heretat la severitat de la seva família, famosa en el seu avi Tit Manli Torquat. Un fill seu, de nom Dècim Juni Silà Manlià, que havia estat adoptat per Dècim Juni Silà, va ser pretor l'any 142 aC obtenint com a província Macedònia, i va ser acusat d'extorsió i robatori als seus habitants. El van portar davant del senat al seu retorn a Roma l'any 140 aC i el senat va encarregar la investigació al seu propi pare biològic, i aquest va condemnar al seu fill i el va desterrar. Silà Manlià es va suïcidar i Torquat ni tan sols va voler anar al funeral.
Probablement és el mateix Tit Manli Torquat que va ser elegit Pontífex l'any 170 aC i el mateix que va ser enviat com a ambaixador a Egipte el 164 aC per fer de mediador entre els dos germans Ptolemeu VI Filomètor i Ptolemeu VIII Evergetes II. Al seu retorn Torquat va parlar davant del senat defensant el germà menor, Evergetes.